# 1216
Високе Середньовіччя •  Золота доба ісламу •  Реконкіста •  Хрестові походи •  Київська Русь

## Геополітична ситуація
Візантійська імперія розпалася на декілька держав. Оттон IV є імператором Священної Римської імперії (до 1218), а Фрідріх II — королем Німеччини. Філіп II Август править у Франції (до 1223).
Апеннінський півострів розділений: північ належить Священній Римській імперії, середню частину займає Папська область, більша частина півдня належить Сицилійському королівству. Деякі міста півночі: Венеція, Піза, Генуя тощо, мають статус міст-республік, частина з яких об'єднана Ломбардською лігою.
Південь Піренейського півострова в руках у маврів. Північну частину півострова займають християнські Кастилія, Леон (Астурія, Галісія), Наварра, Арагонське королівство (Арагон, Барселона) та Португалія. Генріх III є королем Англії (до 1272), а королем Данії — Вальдемар II (до 1241).
У Києві княжить Мстислав Романович Старий (до 1223), у Галичі — Коломан Галицький, у Володимирі-на-Клязмі ведуть боротьбу за престол сини Всеволода Великого Гнізда. Новгородська республіка та Володимиро-Суздальське князівство фактично відокремилися від Русі. У Польщі період роздробленості. На чолі королівства Угорщина стоїть Андраш II (до 1235).
В Єгипті, Сирії та Палестині править династія Аюбідів, невеликі території на Близькому Сході утримують хрестоносці. У Магрибі панують Альмохади. Сельджуки окупували Малу Азію. Хорезм став наймогутнішою державою Середньої Азії, а Делійський султанат — Північної Індії. Чингісхан розпочав свої завоювання. У Китаї співіснують частково підкорені монголами держава чжурчженів, де править династія Цзінь, й держава тангутів Західна Ся та держава ханців, де править династія Сун, . На півдні Індії домінує Чола. В Японії триває період Камакура.

## Події
- 22 квітня відбулася Липицька битва між об'єднаним військом володимирсько-суздальських князів Ярослава і Юрія Всеволодовичів та об'єднаними новгородсько-смоленсько-ростовськими силами під проводом князів Мстислава Удатного, Володимира Рюриковича та Костянтина Всеволодовича. Перемогу отримало новгородсько-смоленсько-ростовське військо.
- Розпочався понтифікат Гонорія III. 22 грудня він затвердив орден мандрівних проповідників (домініканців).
- Перша баронська війна в Англії:
  - У відповідь на вторгнення з півночі англійські війська напали на південні області Шотландії.
  - В Англії висадився французький принц Людовик VIII. Його оголосили, але не коронували англійським королем.
  - Помер король Іоанн Безземельний. Барони прийняли правління його спадкоємця 9-річного Генріха III.
- На півдні Франції триває Альбігойська війна.
- Королем Швеції став Юхан I Сверкерсон.
- Імператором Латинської імперії став П'єр де Куртене.
- Правитель Вірменської Кілікії Левон II захопив Антіохію і посадив там Раймонда-Рубена.

## Померли
- 19 жовтня — У Ньюарку (Нотінгемшир) у віці 49-и років помер Іоанн Безземельний з династії Плантагенетів, англійський король з 1199 року.